# چاسک اسپنسر
چاسک اسپنسر (انگلیسی: Chaske Spencer؛ زادهٔ ۹ مارس ۱۹۷۵) یک هنرپیشه اهل ایالات متحده آمریکا است.
از فیلم‌ها یا برنامه‌های تلویزیونی که وی در آن نقش داشته است می‌توان به گرگ و میش: سپیده‌دم - قسمت دوم و سرخ‌پوست وحشی اشاره کرد.